# 사운드 블라스터
사운드 블라스터(Sound Blaster, 문화어: 싸운드블라스터, 음성발사기, 음성블라스터) 계열의 사운드 카드들은 PC의 오디오가 일상화되고, 하위 호환성을 중요하게 생각했던 여러 해 동안 IBM PC 호환 시스템 플랫폼 위에서 오디오의 사실상의 표준이었다. 사운드 블라스터를 만든 곳은 싱가포르 회사 크리에이티브 테크놀로지이며, 미국 자회사 크리에이티브 랩스의 이름으로 알려져 있다. 처음 선보인 것은 1990년이다. 1995년까지 사운드 블라스터 카드는 전 세계적으로 1500만 개 이상 판매되었으며 이는 사운드 카드 총 생산량 가운데 10분의 7에 해당하는 수치이다.

## 사운드 블라스터 이전

### 크리에이티브 뮤직 시스템
크리에이티브 사운드 기판의 역사는 1987년 8월에 크리에이티브 뮤직 시스템(C/MS) 기판 출시를 기점으로 시작한다. 이 기판은 다음의 기능을 포함하고 있었다:
- 몇 가지 노이즈 채널
- 두 개의 필립스 SAA 1099 회로: 방형파 비 인 어 박스(bee-in-a-box) 스테레오 사운드의 12 개의 음성을 제공했다.

이러한 회로들은 세계적으로 잘 알려져 있는 여러 전자 잡지에서 기능을 설명하고 있다. 여러 해 동안 크리에이티브는 초기 제품에 출하 대기의 부품들, 제조업체들의 레퍼런스 설계를 사용하는 경향이 있었다.
놀랍게도, 이 기판은 나중에 나온 사운드 블라스터의 DSP와 비슷했던 대형 40핀 PGA 통합 회로를 포함하고 있었다.

### 게임 블라스터
한 해가 지난 1988년에 크리에이티브는 "게임 블라스터"라는 이름으로 라디오 셱을 통해 C/MS를 시장에서 판매하였다. 이 카드는 선구자 C/MS 하드웨어가 해왔던 방식과 매우 비슷했다. 크리에이티브는 "게임 블라스터"로 딸려 나온 디스크의 프로그램 이름이나 레이블의 변경에 어떠한 방해도 주지 않았다.

## 최초의 사운드 블라스터

### 사운드 블라스터 1.0
최초의 기판은 "사운드 블라스터"라는 이름으로 1987년 11월에 탄생했다. 게임 블라스터의 기능을 포함하여, 야마하 YM3812 칩을 사용한 11개의 음성 FM 신시사이저(OPL2)를 가지고 있었다. 앞서 여러 해 동안 개인용 컴퓨터의 게임들을 지원했던 시장의 리더 애드립 사운드 카드와 완벽한 호환성을 제공하였다. 크리에이티브는 "DSP"라는 준말을 사용하여 사운드 블라스터의 디지털 오디오 부분을 나타냈다. 이것은 디지털 사운드 처리장치(Digital SOUND Processor)를 대표하는데, 흔히 쓰이는 디지털 신호 처리장치의 뜻과는 조금 다르며, 인텔 MCS-51 계열(인텔과 마트라 MHS가 제공)이 제공했던 정말 단순한 마이크로컨트롤러였다.
모노 샘플의 소리를 최대 23 kHz의 샘플링 주파수까지 재생하고 최대 12 kHz까지 기록할 수 있었다. (전화 음질보다 약간 나음) DSP와 같은 회로의 유일한 기능은 ADPCM 해제이다.
원래의 카드가 앤티 에일리어싱 필터가 부족하여 금속이 튀는 느낌의 소리를 냈었다. (나중에 사운드 블라스터 프로 카드에서 두 개의 사용자 정의 필터로 이를 해결할 수 있었다.) 조이스틱 포트와 미디 인터페이스를 제공하였다.
이러한 제한에도 불구하고, 한 해도 채 되지 않아 사운드 블라스터는 개인용 컴퓨터에서 가장 잘 팔리는 확장 카드가 되었다. 완전한 애드립 호환 제품이었으며, 애드립 제품보다 더 싼 가격으로 제공함으로써 이를 달성할 수 있었다. 초기 성공에 중요한 역할을 하였던 게임 포트의 통합은 그다지 눈에 띄던 부분은 아니다. 이 시대의 개인용 컴퓨터들은 게임 포트를 포함하고 있지 않았으며 소비자가 게임 포트를 따로 구입하는 데 거의 50 달러가 들었다. 이 카드는 대부분의 개인용 컴퓨터에서 슬롯을 거의 차지하지 않았다.
당시 애드립 카드는 게임 포트가 없었던 반면, 사운드 블라스터는 애드립과 완전히 호환될 뿐 아니라 게임 포트까지 달려 있었다. 그러므로 따로 게임 포트를 달지 않아도 되는 사운드 블라스터를 구매하는 편이 소비자들에게는 최적의 선택이었다. 게임 포트를 따로 설치하지 않아 슬롯을 절약할 수 있을 뿐 아니라, DSP를 포함하는 데 그리 돈이 많이 들지 않았던 것도 그러한 까닭이 되었다. 사운드 블라스터가 시장을 지배한 뒤에도 게임에서는 디지털 일부를 지원하지 않았다.

### 사운드 블라스터 1.5
사운드 블라스터 1.5는 1990년에 공개되었으며 C/MS 칩들을 사용하지 않았다. 이 칩들은 크리에이티브에서 별도로 판매되었으며 사운드 블라스터 기판의 두 개의 소켓에 삽입할 수 있었다.

### 사운드 블라스터 2.0
사운드 블라스터 2.0은 "auto-init DMA"를 지원하였는데, 이로써 이중으로 버퍼링된 소리 출력과 증가된 최대 재생 속도(44kHz, 사운드 블라스터 프로와 같은 최대 수치-거의 동시에 출시)를 연속적으로 되풀이하여 출력하는 데에 도움을 주었다. 초기의 사운드 블라스터 1.0 또는 1.5는 auto-init DMA의 지원을 위해 소켓 V1.00 DSP를 크리에이티브 랩스에서 제공하는 V2.00 DSP로 교체함으로써 업그레이드할 수 있었다.

### 사운드 블라스터 MCV
사운드 블라스터 MCV는 전통적인 ISA 버스가 아닌 마이크로채널 버스를 사용했던 IBM PS/2 모델 50 이후용으로 제작된 버전이었다. C/MS 칩들을 위한 소켓들을 포함하고 있지 않았으며 더 빠른 PS/2 시스템들 안에서 안정적이지 못했다.

## 개선된 음질: 스테레오와 16비트

### 사운드 블라스터 프로
사운드 블라스터 프로(1991년 5월)는 카드의 중심적인 기능을 최초로 다시 설계한 것이다.:
- 디지털 사운드를 빠른 샘플링 속도로 녹음하고 재생할 수 있다. (녹음은 최대 22kHz, 재생은 최대 45kHz) 스테레오에서도 이를 지원하였다.(최대 22kHz)
- "믹서"를 추가하여 카드의 다양한 서브 시스템의 독립적인 소리 크기 제어를 허용하였다.
- 원본 그대로의 고역여파기(high filter)나 저역여파기(low filter)를 사용할 수 있게 하였다.

최초의 사운드 블라스터 프로 버전은 두 개의 YM3812 칩들을 사용하였고, 칩 하나는 왼쪽 오디오 채널에, 나머지 한 칩은 오른쪽 오디오 채널에 추가되었다. 이 두 칩들은 애드립 호환 인터페이스를 사용하지 않는 경우 모노 사운드를 얻기 위해 동일하게 프로그래밍되었다. 버전 2.0은 개선된 야마하 YMF262 칩(OPL3)으로 전환하였다. 미디 지원은 완전한 송수신과 타임 스템핑(time stamping) 기능을 지원하였지만 산업 표준 MPU-401 호환은 아니었다.
사운드 블라스터 프로는 내장형(built-in) CD-ROM 인터페이스를 가진 최초의 크리에이티브 사운드 카드였다. IDE CD-ROM 드라이브가 인기를 누리기 앞서 대부분이 파나소닉 (마츠시타 MKE) 드라이브를 위한 인터페이스를 가지고 있었다. 사운드 블라스터 프로가 공개된 뒤, 크리에이티브는 멀티미디어 업그레이드 키트를 판매하기 시작했다. 이 키트에는 사운드 카드, 마츠시타 CD-ROM 드라이브 (1배속의 경우 모델 531, 나중에 나온 2배속의 경우 562/3), CD-ROM 미디어 혁명에서의 폭넓은 멀티미디어 소프트웨어 타이틀 선택권을 포함하였다. OmniCD라는 이름의 키트는 소프트웨어 툴웍스 백과 사전과 엘더스 포토스타일러 SE를 포함하여, ISA 컨트롤러 카드와 소프트웨어와 더불어 2 배속 마츠시타 드라이브를 갖추고 있었다. 이것은 MPC 수준 2의 표준과 호환되었다.
또한 사운드 블라스터 카드들은 PC 제조업체와 서드 파티 회사들에게 팔려 나갔다. 이러한 카드들 가운데 많은 수가 OEM 카드들로, 서로 다른 CD-ROM 인터페이스와 독특한 기능들을 가지고 있다.

### 사운드 블라스터 16

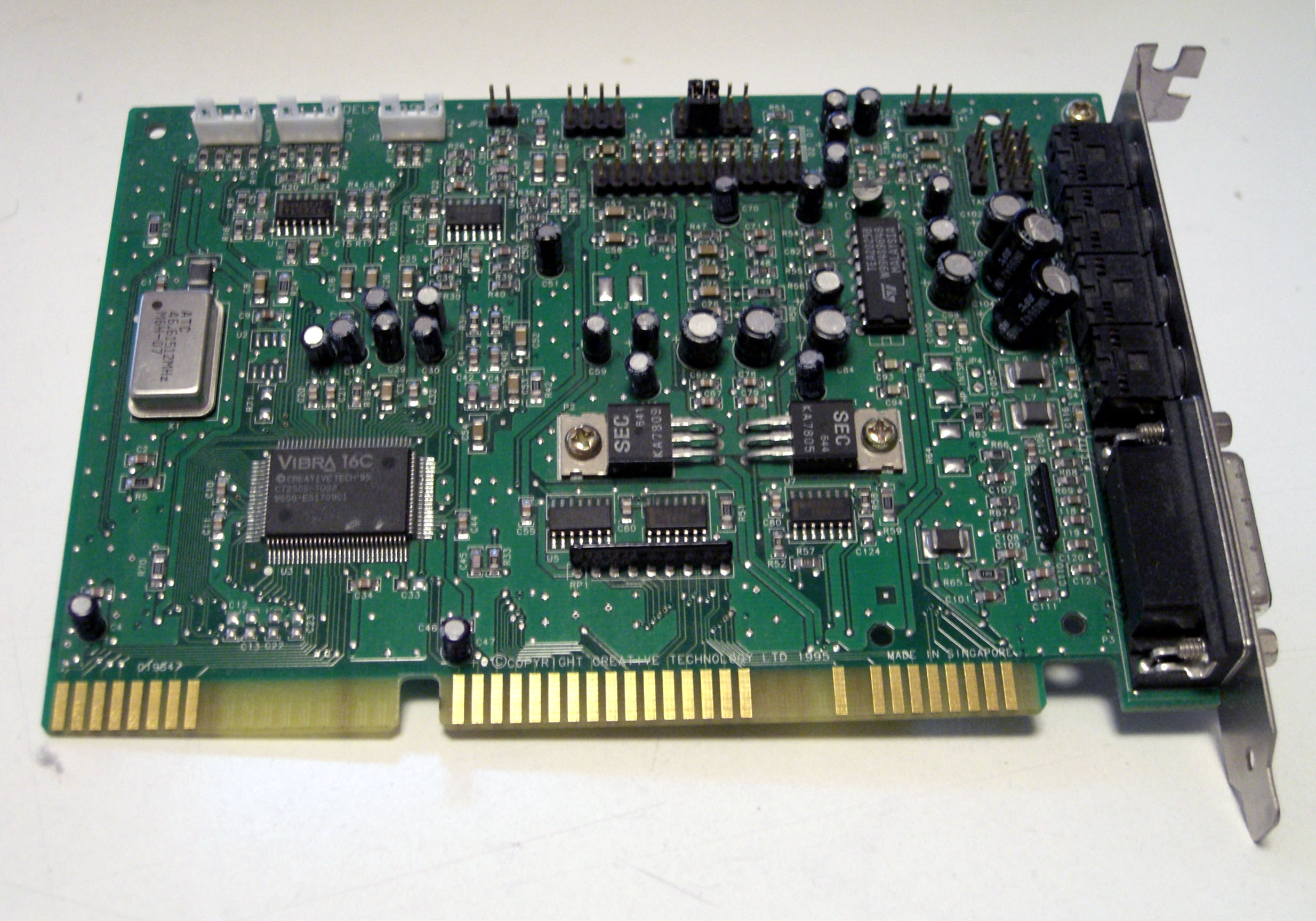
사운드 블라스터 16 (1993년)

다음 모델, 사운드 블라스터 16(1992년 7월)은 16비트 디지털 오디오 샘플링을 사운드 블라스터 라인에 처음 선보였다. 기존의 사운드 블라스터와 달리, 이것은 야마하 OPL-3 칩을 통해 완전하게 FM 신디사이징을 지원했다. 이 카드들은 일반 미디 표준을 준수하는 "웨이브테이블 신지타이징 (실제로는 샘플 기판의 신지타이팅)" 기능을 제공하는 추가적인 도터 보드(역자 주: 메인보드에 삽입되는 회로판)를 위한 연결 단자를 제공하였다.
크리에이티브는 그러한 도터보드를 웨이브 블라스터 라인에 제공하였다. 마침내, 미디는 MPU-401 에뮬레이션을 포함하게 되었다. (덤브-dumb UART 모드에서만 지원되지만, 대부분의 미디 응용 프로그램들에게는 부족함이 없었다.) 웨이브 블라스터는 내부적으로 미디 포트와 연결된 단순히 미디 주변 기기였으므로 아무 PC 시퀀서 소프트웨어나 그 기기를 사용할 수 있었다.
마침내, 이러한 디자인은 매우 유명해져서 크리에이티브는 PCI 버전의 카드를 만들었다. 도스 프로그램들과 하위 호환성을 유지하기 위해 어느 정도 작업이 필요했다. (역자 주: 도스 시절 게임들은 대개 ISA 사운드카드가 장착되었으나 PCI 버스는 방식이 달라서 이를 잘 지원해 주지 못했음) 한동안 쓰였던 ISA 버스를 버림으로써 도스 사운드 지원에 필수적인 DMA (직접 메모리 접근) 라인은 쓰이지 않게 되었다.

## 보드 통합형 웨이브테이블 신지타이징을 제공하는 사운드 블라스터

### 사운드 블라스터 AWE32
사운드 블라스터 AWE32(Advanced Wave Effects)는 1994년 3월에 처음 공개되었으며, 14인치 (356 밀리미터)만큼의 길이를 가진 표준 ISA 카드였다. AWE32는 두 개의 구별되는 오디오 섹션을 포함하고 있었다:
- 하나는 오디오 코덱과 추가적인 CSP/ASP 칩 소켓을 갖춘 크리에이티브 디지털 오디오 섹션이다.
- 두 번째로는 E-mu 미디 신시사이저 섹션이다. 이 섹션은 EMU8000 샘플러와 이펙트 처리장치, EMU8011 1 메가바이트 샘플 롬, 그리고 512 킬로바이트의 샘플 램(28 메가바이트로 확장할 수 있음)으로 이루어졌다.

### 사운드 블라스터 32
사운드 블라스터 32 (SB32)는 크리에이티브가 1995년 6월 6일에 선언한 가치 지향의 카드로 AWE32 벨류(AWE32 Value)라는 이름으로 설계되었다. SB32는 온보드 램, 웨이브 블라스터 헤더, 그리고 CSP 포트가 넉넉하지 못했다. 이러한 기판들은 베이스, 트레블, 그리고 게인을 조절하는 데 충분하지 않은 비브라(Vibra) 디지털 오디오 칩을 사용하였다. SB32는 AWE32로서의 같은 미디 기능(EMU8000/EMU8011 통합)으로 장착되었고, 같은 30 핀 SIMM 램 확장 기능을 사용하였다. 이 기판은 또한 소프트웨어에서 완전히 AWE32 옵션과 호환되었고 같은 윈도 드라이버들을 사용하였다. SB32가 30 핀 SIMM으로 단장했을 때 SB32의 샘플러 섹션은 AWE32와 성능이 거의 동등하였다.

### 사운드 블라스터 AWE64
AWE32의 뒤를 잇는 사운드 블라스터 AWE64는 1996년 11월에 소개되었으며 "절반 크기의 ISA 카드"가 될 만큼 훨씬 더 작아졌다. (절반 크기라는 용어는 올바르지 않다 - 크기 비교를 위해 사진들을 볼 것)  AWE32와 비슷한 기능을 제공하였으나, (이 카드가 32개의 특별한 소프트웨어 가상 구현 채널의 제품이긴 했지만) 더 좋아진 다중음성을 포함하여 몇 가지 눈에 띄는 개선 사항들이 있었다. AWE32/SB32의 30 핀 SIMM 슬롯은 크리에이티브에서 (비싼 값에) 판매되는 자사 메모리 포맷으로 교체되었다.
주된 개선은 오래된 사운드 블라스터 모델과의 더 나은 호환성과 노이즈 개선이었다. AWE64는 3개의 버전으로 출시되었다.
- 벨류(Value) 버전: 512 킬로바이트 램 장착
- 스텐다드(Standard) 버전: 1 메가바이트 램 장착
- 골드(Gold) 버전: 별도의 SPDIF 출력과 4 메가바이트 램 장착

## 다중 채널 사운드와 F/X

### 엔소닉 오디오PCI 기반 카드
1998년에 크리에이티브는 오디오PCI의 제조업체인 엔소닉 사를 인수하였다. 오디오PCI는 PCI 사운드 카드가 웨이브테이블 미디와 통합되고, 4개의 스피커 다이렉트사운드3D 입체 음향, A3D 에뮬레이션, 그리고 완전한 도스 레거시 지원을 제공하는 것에 대한 완전한 해결책을 제공하였다. 크리에이티브의 인수로 가격이 꽤 비쌌던 라이브!이 있던 마켓 세그먼트를 채워 나갔으며, 보통 회사들이 PCI 카드들에서 구현하기 힘들었던 기능인 뛰어난 도스 지원을 제공하였다. (보통 초기 PCI 오디오 카드들은 윈도우 9x 안의 도스 상자들로 제한되어 있다.)
크리에이티브는 원래의 오디오PCI 칩 엔소닉 ESI1370을 사용하여 많은 카드들을 공개하였다. 이러한 칩들의 개정된 버전 ES1371과 ESI1373을 몇 개의 기판에 장착하기도 했다. 오디오PCI 기술은 사용하는 기판들은 겉모양이 서로 비슷해 보이기 때문에 보통 기판의 설계와 칩의 크기로 구분할 수 있다. 그러한 기판들은 사운드 블라스터 PCI64 (1998년 4월), PCI128 (1998년 7월), 크리에이티브 엔소닉 오디오PCI, 비브라 PCI, 그리고 사운드 블라스터 16 PCI를 포함한다.
이러한 카드들은 기능이 완전히 제공되지만 그 기능들은 성능에 제한을 받는다. 이를테면, 미디는 음질이 떨어질 수 있고 샘플 세트를 사용자가 카드에 추가되어 있는 3개의 미리 정의된 세트(2, 4, 그리고 8 메가 바이트)를 넘어서서 직접 조절하는 기능이 주어지지 않는다. 이러한 칩들은 하드웨어 가속을 지원하지 않고 완전히 소프트웨어에 의지하며 돌아간다.
이러한 카드들은 사운드 폰트를 지원하지 않는다.

### 사운드 블라스터 PCI512
사운드 블라스터 PCI512는 기본적으로 사운드 블라스터 라이브! 시리즈의 저가 제품이었다. 프로그래밍할 수 있는 롬을 장착하고 있지 않지만, 드라이버는 SB 라이브!의 드라이버와 같은 것을 사용한다.

### 사운드 블라스터 라이브!

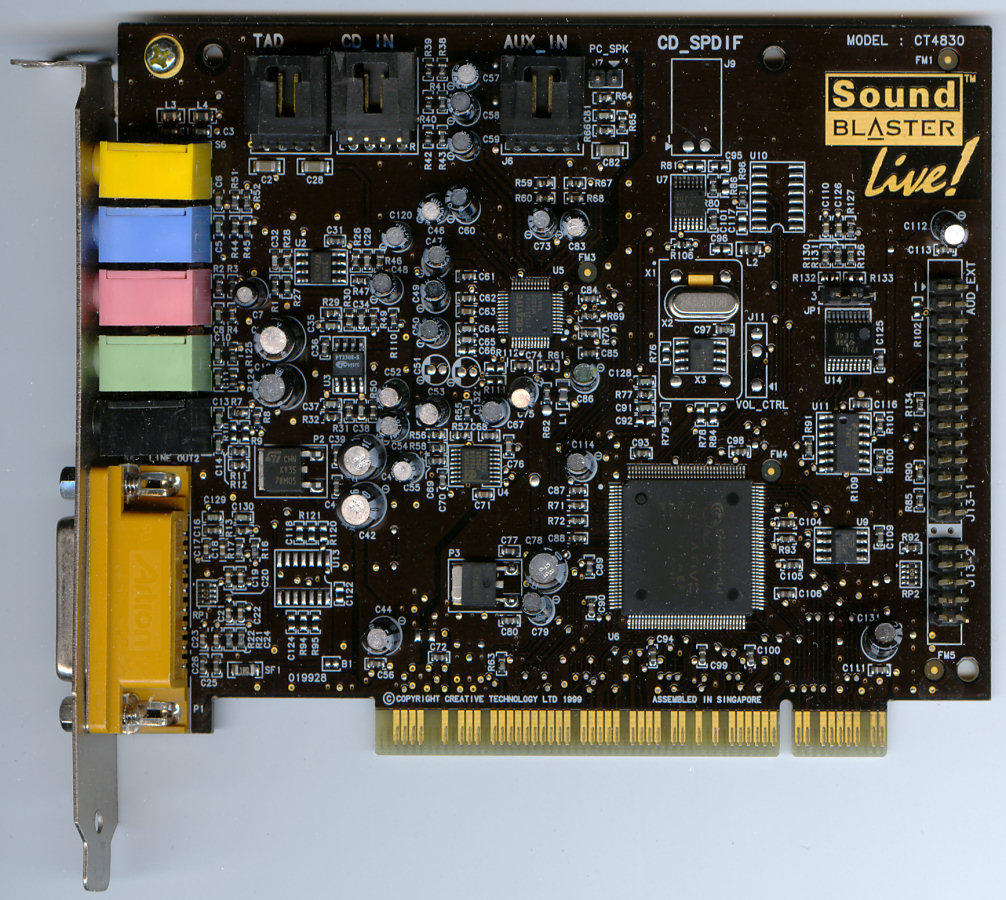
사운드 블라스터 라이브!

사운드 블라스터 라이브!는 1998년 8월에 EMU10K1 프로세서, 1000 MIPS를 처리할 수 있는 244만 트랜지스터 DSP로 첫 선을 보였다. EMU10K1은 FX8010 DSP 칩을 통합하여 실시간 디지털 오디오 효과 처리를 담당한다. 또한 다음의 기능을 제공하였다.
- 다이렉트사운드 가속
- EAX 1.0과 2.0: A3D와 경쟁
- 높은 음질의 64 개의 음성 샘플 기반 신시사이저 (웨이브테이블)

사운드 블라스터 라이브!는 소리를 단계마다 디지털로 처리함으로써 이전의 사운드 블라스터보다 더 높은 음질을 제공하였으며, 커다란 칩을 통합함으로써 오래되고 커다랐던 카드들에 존재했던 아날로그 신호 손실을 줄일 수 있었다. 사운드 블라스터 라이브!는 여러 개의 스피커 출력을 지원하였으며, 초기에는 최대 4개의 스피커를 지원했다. (4개의 위성과 한 개의 서브우퍼) 나중에 나온 라이브! 버전들은 보통 라이브! 5.1이라고 불리는 것들인데 5.1 채널을 지원하여 영화 감상에 알맞은 중앙 채널 스피커와 LFE 서브우퍼 출력을 추가하였다.
사운드 블라스터 라이브!의 기능을 최대로 활용 하려면 AudioHQ를 설치 해야 한다.

### 사운드 블라스터 오디지 시리즈

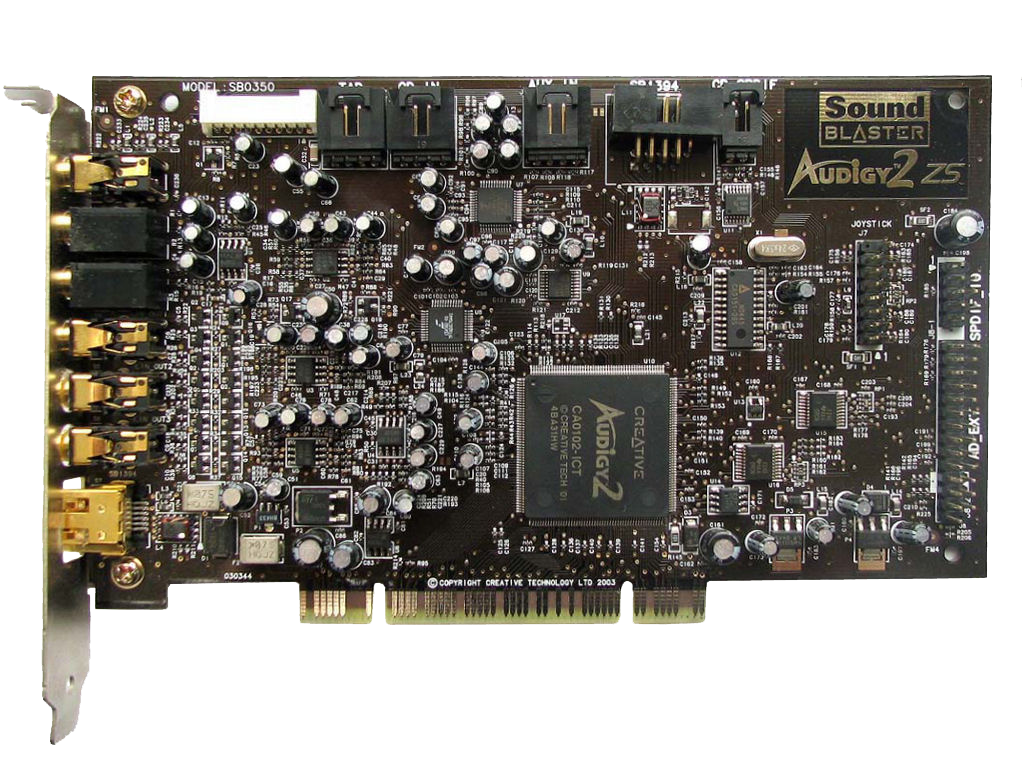
사운드 블라스터 오디지 2 ZS

사운드 블라스터 오디지는 2001년 8월에 공개되었으며, 사운드 블라스터 라이브!에 장착된 EMU10K1 프로세서의 개선 버전으로서의 오디지 처리장치 (EMU10K2)를 사용하였다. 오디지는 업그레이드된 온칩 DSP와 네이티브 EAX 3.0 고급 HD 지원을 통해 최대 4개의 EAX 환경을 동시에 처리하고, 최대 512채널의 스테레오 출력을 지원하였다. 오디지는 24비트 사운드 카드로 광고되었지만 일부 반대에 부딪혀, 오디지의 오디오 전송 (DMA 엔진)은 16비트 샘플 정확도 48kHz (라이브!와 같이)로 수정되었고, DSP를 통해 렌더링하거나 DSP를 통해 기록하기 위해 모든 오디오는 48kHz로 다시 샘플링 처리되었다.
사운드 블라스터 오디지 2는 2002년 9월에 출시되었으며, 업데이트된 EMU10K2 프로세서를 사용했다. 가끔 EMU10K2.5로 일컫기도 하며 새로운 오디오 전송 (DMA 엔진)은 24비트 정확도로 최대 192 kHz (2 채널 전용. 6.1의 경우 96 kHz로 제한됨.)의 재생, 24비트 정확도로 최대 96 kHz의 기록을 지원한다. 게다가 오디지 2는 최대 6.1 (나중에 7.1) 스피커들을 지원했으며 오디지의 SNR을 100에서 106 데시벨로 개선했다. 돌비 디지털 5.1 EX 디코딩을 내장하여 DVD 재생이 개선되었다. 오디지2zs는 7.1채널을 지원하며 DTS-EX와 NEO6 코덱을 지원한다.

### 사운드 블라스터 X-Fi

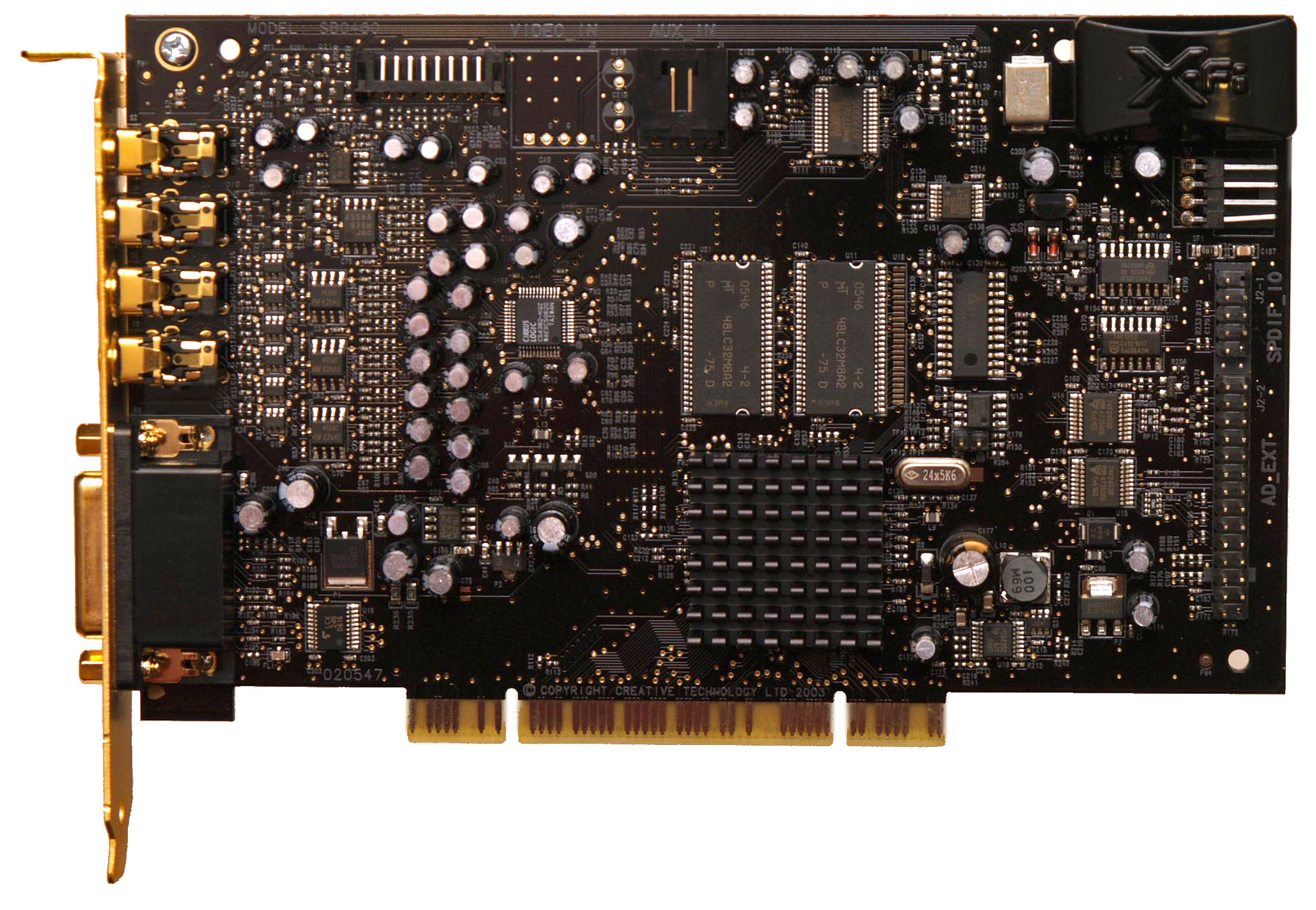
사운드 블라스터 X-Fi XtremeGamer Fatal1ty Pro

Extreme Fidelity의 준말 X-Fi는 2005년 8월에 공개되었으며 다음과 같이 구성되어 있다.
- XtremeMusic
- Platinum
- Fatal1ty FPS
- XtremeGamer
- Elite Pro

130 나노미터의 EMU20K1 오디오 칩은 400 Mhz로 동작하며 5천 100만 트랜지스터를 가지고 있다. 프로세서의 계산 능력(곧, 성능을 말함)은 10,000 MIPS (초당 백만 함수)로 측정된다. 이는 이전 모델 오디지 프로세서의 성능치의 24배에 다다른다. 프로세서의 계산 능력이 소프트웨어에서 선택된 작업 모드를 위해 최적화된 것이라는 것에서 흥미롭다. X-Fi의 AMA(Active Modal Architecture)와 함께, 사용자는 세 가지 최적화 모드 가운데 하나를 고를 수 있다: 게임, 엔터테인먼트, 창조. 각각은 칩셋의 통합된 기능을 사용한다. X-Fi는 EAX 5.0을 사용하여 각각 최대 4개의 음향 효과와 더불어 128 개의 3차원 지향 음성을 지원한다. 이번 카드는 또한 소리의 높낮이에 강조를 넣음으로써 타악기적 요소를 제공하도록 고안된 24비트 결정자(crystalizer)를 포함했다. X-Fi는 몇 가지 가장 강력한 믹싱 기능을 사용할 수 있으며 가정의 음악가들을 위한 강력한 엔트리 수준의 카드로 탈바꿈했다. 이전 오디지 설계 X-Fi의 다른 큰 개선점은 카드에서 완전한 리샘플링 엔진을 철저하게 검사할 수 있다는 것이다. 이전의 오디지 카드들은 48/16으로 제한된 저만의 DSP를 가지고 있었다. 일치되지 않는 콘텐츠는 하드웨어적으로 리샘플링되었다는 것을 말하며 이로써 수많은 상호 변조의 왜곡의 결과를 낳는다.

## USB 오디오 장치
- 사운드 블라스터 X-Fi GO! Pro
- 사운드 블라스터 X-Fi Surround 5.1 Pro
- 사운드 블라스터 X-Fi HD
- 사운드 블라스터Axx SBX 8 / SBX 10 / SBX 20
- 사운드 블라스터 Play! 2
- 사운드 블라스터 G 1
- 사운드 블라스터 Omni Surround 5.1
- 사운드 블라스터 R3 (24bit 96kHz PC USB DAC & Dual Mic Recoding , Proceser : SB Axx1 400MHz Multi Core)
- 사운드 블라스터Axx AXX 200
- 사운드 블라스터 Roar
- 사운드 블라스터 Roar 2
- 사운드 블라스터 E1 (16bit 48kHz Portable HeadphoneAMP , Proceser : CX20562 , OPAMP : no opamp)
- 사운드 블라스터 E3 (24bit 96kHz PC & Portable USB DAC & HeadphoneAMP , Proceser : SB Axx1 400MHz Multi Core , OPAMP : JRC4580)
- 사운드 블라스터 E5 (24bit 192kHz PC & Portable USB DAC & HeadphoneAMP , Proceser : SB Axx1 800MHz Multi Core , OPAMP : NJM2114M , Headphone AMP : TPA6120A2)
- 사운드 블라스터 X G5 (24bit 192kHz PC USB DAC & HeadphoneAMP , Proceser : SB Axx1 800MHz Multi Core , OPAMP : NJM2114M , Headphone AMP : TPA6120A2)
- 사운드 블라스터 JAM
- 사운드 블라스터 X7 (24bit 192kHz PC USB DAC & HeadphoneAMP , Proceser : SB Axx1c 1GHz Multi Core , OPAMP : NJM2114D X2 + LME49710NA X2 )
- 사운드 블라스터 X7 Limited Edition (24bit 192kHz PC USB DAC & HeadphoneAMP , Proceser : SB Axx1c 1GHz Multi Core , OPAMP : NJM2114D X2 + LME49710NA X2 )
- 사운드 블라스터 FRee

## 연결 단자
사운드 블라스터 카드들은 1999년 뒤로, 외부 장치 연결을 위한 색을 위해 마이크로소프트의 PC 99 표준을 다음과 같이 준수해 왔다:
| 색 | 색        | 기능                                                                                             |
| -- | --------- | ------------------------------------------------------------------------------------------------ |
|    | 분홍      | 아날로그 마이크 입력.                                                                            |
|    | 하늘      | 아날로그 라인 레벨 입력.                                                                         |
|    | 연한 초록 | 주 스테레오 신호를 위한 아날로그 라인 레벨 출력. (프론트 스피커 또는 헤드폰)                     |
|    | 검정      | 후면 스피커를 위한 아날로그 라인 레벨 출력.                                                      |
|    | 은        | 사이드 스피커를 위한 아날로그 라인 레벨 출력.                                                    |
|    | 주황      | S/PDIF 디지털 출력 (가끔 중앙 및 서브우퍼 스피커를 위한 아날로그 라인 출력으로 대신 쓰이기도 함) |

## 드라이버 소프트웨어 개조
애호가들은 오디지 2 ZS의 몇몇 드라이버들을 소프트웨어 방식으로 개조해 왔다. 이러한 드라이버들은 사운드 블라스터 라이브!, 오디지, 오디지2를 비롯하여 크리에이티브의 오래된 카드들에도 설치할 수 있게 되어 있다. 개선된 음질, 게임에서 더 높은 EAX 버전의 하드웨어 가속, 오디지 1의 64 채널 믹싱, 그리고 전반적인 카드 성능 향상을 제공하는 것을 기본으로 한다. 일부 포럼은 라이브! 사용자를 제외하고 이러한 기술이 더 나은 결과를 보인다고 보고하였다. (라이브! 사용자들의 드라이버들은 더 새로운 응용 소프트웨어-이를테면 더 새로운 믹서 애플릿-을 사용할 수 있는 기능만 추가되었다.) 소프트웨어 개조 드라이버를 개발한 사람들은 라이브! 하드웨어가 EAX3이나 64채널의 하드웨어 사운드 믹싱을 지원하지 않는다는 댓글을 포럼에 올린 바 있다.
그 뒤로 2004년에 크리에이티브는 오디지부터 오디지 4 라인까지 드라이버를 업데이트하여 기본적으로 소프트웨어 수준에서 패리티(오류 검사) 지원을 제공하였다. 2006년에, 오디지의 모든 라인업이 같은 드라이버 패키지를 사용한다. 오디지 2 ZS, 오디지 4를 비롯한 다른 카드에서의 드라이버 수준의 DSP 디코딩은 공식 드라이버에서 지원되지 않지만 소프트웨어 개조 드라이버에서는 하드웨어 DSP와 더불어 오디지 2 6.1처럼 정상 동작한다.

## 참조
- "Creative Announces Sound Blaster 32" (크리에이티브가 사운드 블라스터 32를 발표하다): 유즈넷의 크리에이티브 테크놀로지, 1995년 7월 23일 작성, 2006년 1월 5일 확인

## 같이 보기
- 애드립 (기업)
- 그레비스 울트라사운드
- 엔소닉
- 리얼텍
- 롤랜드
- 야마하 사운드 칩
- VDMSound